# الرباط الكاحلي العقبي الخلفي
الرباط الكاحلي العقبي الخلفي (بالإنجليزية: Posterior talocalcaneal ligament)‏ يربط الحديبة الوحشي بعظم الكاحل مع الجزء العلوي والإنسي من العظم العقبي. وهو عبارة عن شريط قصير، وأليافه تشع من ارتباطها الضيق إلى الكاحل.